# Karida (Niger)
Karida (auch: Kalida) ist ein Dorf in der Landgemeinde Wacha in Niger.

## Geographie
Das von einem traditionellen Ortsvorsteher (chef traditionnel) geleitete Dorf befindet sich rund 22 Kilometer nordöstlich des Hauptorts Wacha der gleichnamigen Landgemeinde, die zum Departement Magaria in der Region Zinder gehört. Zu den Siedlungen in der näheren Umgebung von Karida zählen Gouchi im Osten, Wiwi im Süden und Bakafa im Südwesten.
Nördlich des Dorfs erhebt sich eine langgestreckte Quarzit-Hügelkette. Es herrscht das Klima der Sahelzone vor, mit einer durchschnittlichen jährlichen Niederschlagsmenge zwischen 300 und 400 mm.

## Bevölkerung
Bei der Volkszählung 2012 hatte Karida 2165 Einwohner, die in 361 Haushalten lebten. Bei der Volkszählung 2001 betrug die Einwohnerzahl 1314 in 251 Haushalten und bei der Volkszählung 1988 belief sich die Einwohnerzahl auf 1354 in 303 Haushalten.

## Wirtschaft und Infrastruktur
In Karida endet die aus Bawachi kommende Route 756. Es handelt sich um eine 13,88 Kilometer lange und wenig ausgebaute Landstraße.